# Clemens VI.

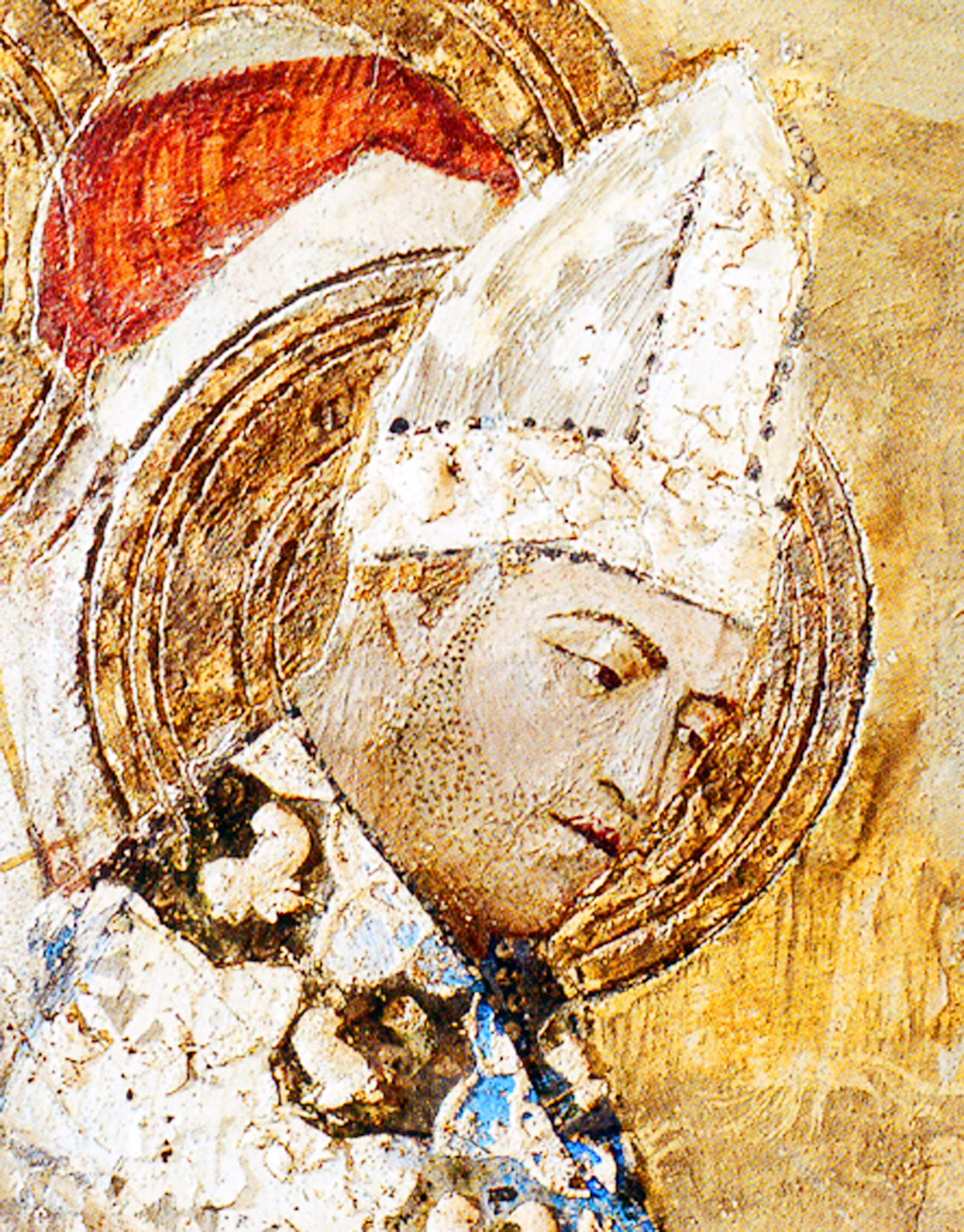
Papst Clemens VI. (Ausschnitt aus einem Wandfresko im Papstpalast Avignon von Matteo Giovannetti aus dem 14. Jahrhundert)

Clemens VI., ursprünglich Pierre Roger oder Peter von Fécamp, (* um 1290 auf der Burg Maumont in Rosiers-d’Égletons, Corrèze, Frankreich; † 6. Dezember 1352 in Avignon, Frankreich) war ein französischer Benediktiner. Vom 7. Mai 1342 bis zu seinem Tod war er Papst der katholischen Kirche mit Sitz in Avignon.

## Leben
Pierre Roger stammt vermutlich aus südfranzösischem Adel (siehe Haus Rogier de Beaufort). Er trat früh in den Benediktinerorden ein. Im Jahr 1326 wurde er Abt von Fécamp, zwei Jahre später, 1328, Bischof von Arras. 1329 wurde er Erzbischof von Sens und ein Jahr später auch Erzbischof von Rouen. Als Erzbischof von Rouen war er acht Jahre lang Kanzler von Frankreich und erster Minister Philipps VI. Papst Benedikt XII. erhob ihn 1338 zum Kardinal.
Das Konklave wählte ihn nach zehntägiger Sedisvakanz am 7. Mai 1342 zum neuen Papst. Seine Inthronisation in Avignon erfolgte am 19. Mai. Clemens war zwar ein hochgebildeter Mann und einer der besten Redner seiner Zeit, er war aber auch ein  undurchschaubarer Diplomat. Er war ein sehr weltlicher Papst, der seine Lust an Genüssen aller Art geistlich-zeremoniell-theologisch verbrämte. Im Papstpalast wurden rauschende Feste gefeiert. Er veranstaltete mondäne Jagden und die Verschwendungssucht war in seiner Zeit überall vorherrschend. Die verschwenderische Lebenshaltung am Hof von Avignon ähnelte der von Papst Leo X. hundertsiebzig Jahre später. Francesco Petrarca beschrieb in seinen 18 Briefen sine titulo die Zustände am päpstlichen Hof, die nach eigenem Bekunden auf persönlichen Erfahrungen beruhten. Birgitta von Schweden und Katharina von Siena klagten Clemens wegen der allgemeinen Papst-Börse und des Merkantilismus von Avignon an. Birgitta nannte ihn sogar einen amator carnis. In der zweiten Novelle des ersten Tages aus Decamerone beschrieb Boccaccio, der dieses Werk 1347 im ersten Jahr der Pest begann, die Zustände am päpstlichen Hof, wobei er nicht übertrieb. Das Grauen des Ausbruches der europäischen Pest 1347 ließ den Papst völlig kalt. Er dachte gar nicht daran, seinen ausschweifenden Lebensstil zu ändern. Auf Anordnung seiner Ärzte soll er den heißen Sommer von 1348 zwischen zwei Feuern, die immer brannten, verbracht haben. Vor unfähigen geschwätzigen Ärzten in seiner Umgebung hatte den erkrankten Papst allerdings Petrarca gewarnt. Möglicherweise hat er den Schwarzen Tod nur überlebt, weil Hitze und Rauch die Flöhe von ihm fernhielten. Auch während der Pest in Avignon sorgte er für ein weiterhin reibungsloses Funktionieren des kurialen Verwaltungsapparats.

## Wirken
Clemens gilt als Nepotist: Vier Monate nach der Besteigung des Stuhls Petri ernannte er zehn neue Kardinäle, neun davon kamen wie er aus Südfrankreich und fünf waren seine Neffen. Unter ihm dominierte das Limousin. Während seines Pontifikats ernannte Clemens VI. insgesamt 25 Kardinäle, davon 19 aus Südfrankreich, von denen acht seine Neffen oder andere nahe Verwandte waren. Ihm verdanken es seine Mätressen sowie Scharen von Nepoten und Günstlingen, neuen Einfluss errungen zu haben und große Vermögen ansammeln zu können. Er förderte zahlreiche Künstler mit seinen Mitteln, die er aus Steuererhöhungen schöpfte. Das englische Parlament stellte fest, dass die Einkünfte des Papstes aus dem Erwerb vakanter englischer Pfründen die Einkünfte des englischen Königs um das Fünffache überstiegen. Als Antwort auf die Anklagen des englischen Staates erklärte Clemens VI., dass seine Vorgänger im Gegensatz zu ihm es eben nicht verstanden hätten, Papst zu sein.
Der Papst setzte auch die Prozeduren gegen Kaiser Ludwig fort. Der Kaiser wurde jeden Sonntag erneut gebannt. Der Papst führte Prozesse, die die Würde des Kaisers untergraben sollten. Trotz dieser Drohungen bemühte sich der Kaiser weiter um Aussöhnung mit dem Papst. Die Kurfürsten missbilligten aber im Sinne des Kurvereins von Rhense die gegen den Kaiser gerichteten Prozeduren des Papstes. Der Papst musste, was die Rechte des Reiches betraf, nachgeben.
Clemens nutzte den Konflikt zwischen dem Kaiser und dem papsttreuen Haus Luxemburg-Böhmen und förderte die Gegenkandidatur Karls IV., Enkel Heinrichs VII., 1346 zum Rex Romanorum. Kaiser Ludwig war nun isoliert. Sein Tod am 11. Oktober 1347 beendete den Konflikt. Die Anhänger des alten Kaisers erklärten Günther von Schwarzburg zu seinem Nachfolger. Doch schon kurz danach verzichtete dieser auf diese Würde.
An Philipp VI. und dessen Nachfolger Johann II., den Guten vergab er Millionenanleihen für ihren Kampf im Hundertjährigen Krieg. Am 12. Juni 1348 erwarb er für 80.000 Gulden die Grafschaft Avignon von Königin Johanna I. von Neapel in ihrer Eigenschaft als Gräfin von der Provence. Clemens schuf damit einen päpstlichen Staat an der Rhône. Ihm kam entgegen, dass König Karl auf seine kaiserlichen Rechte an dem päpstlichen Avignon verzichtete, obwohl Karl zu dieser Zeit noch gar kein Kaiser war.
Auch Clemens rief zu einem Kreuzzug auf. In Unkenntnis der Lage der orientalischen Christen hatte er kein Verständnis für die überlebenswichtige Toleranz dieser Christen gegenüber dem in ihren Ländern siegreichen Islam. Sein Entschluss zum Kreuzzug war nicht aus der Sorge um die dortigen Christen entstanden, sondern aus dem Wunsch, mit dem Kreuzzug das gesunkene Ansehen des Papsttums gegen die europäischen Nationalmonarchien zu stärken. Am 30. September 1343 rief Papst Clemens mit der Bulle Insurgentibus contra fidem zum Kreuzzug gegen die Türken in Kleinasien auf. Eine Kreuzzugsliga, bestehend aus dem Papsttum, Venedig, den Johannitern und Zypern, errang einige Seesiege gegen türkische Piraten und eroberte Ende 1344 Smyrna von den Aydıniden. Ein zweiter zur Verstärkung entsandter Kreuzzug unter Humbert II. von Viennois endete aber 1347 erfolglos. Papst Clemens stellte schließlich im September 1351 alle Kreuzzugsbemühungen ein.
Clemens VI. begründete den kommerziellen Ablasshandel mittels Ablassbriefen. Er stützte sich dabei auf die Idee eines thesaurus meritorum oder thesaurus ecclesiae (Kirchenschatz) des Hugo von Saint-Cher, wonach die Verdienste Christi und der Heiligen den Schatz der Kirche bilden, mit dessen Hilfe die noch abzuleistenden Bußleistungen der Sünder getilgt würden. In seiner Jubiläumsbulle Unigenitus Dei Filius vom 27. Januar 1343 erhob Clemens VI. die Lehre vom Gnadenschatz der Kirche zur offiziellen Lehre der römisch-katholischen Kirche. Durch die Idee des thesaurus ecclesiae wurden die geistlichen Verdienste materialisiert und quantifiziert. Dementsprechend bestehe die Möglichkeit, diese geistlichen Verdienste Christi und der Heiligen in einer irdischen und juristischen Handhabung zu verwenden. Die Kirche verwalte diesen unerschöpflichen Gnadenschatz und könne aus ihm den sündigen Menschen an dieser Heiligkeit partizipieren lassen, an der es ihnen durch seine Sündhaftigkeit mangele.
Als anerkennenswert hebt sich im Wirken von Papst Clemens hervor, dass er den Juden, die während der Pestjahre in allen Ländern entsetzliche Pogrome erdulden mussten, half oder es zumindest versuchte. Judenverfolgern drohte er sogar harte Strafen an. Am 4. Juli 1348 wandte sich Papst Clemens VI. in einer Bulle gegen die Verfolgung von Juden als Verursacher der Pest. Sie wurde weitgehend ignoriert. Daher folgte am 26. September 1348 von ihm eine zweite päpstliche Bulle mit dem Titel Quamvis perfidiam, in der er Juden vor dem Vorwurf, Verursacher von Brunnenvergiftungen zu sein, in Schutz nahm. Er drohte den Verfolgern die Strafe der Exkommunikation an. Die Geißlerbanden, die sich bei den Judenpogromen besonders hervorgetan hatten, erklärte er zu Häretikern.
Durch den Verfall und die Anarchie begünstigt, errichtete Cola di Rienzi in Rom eine Diktatur. Er fand in Italien und sogar beim Papst Anerkennung. Als der Papst allerdings erkannte, dass die nationalitalienische Bewegung des Rienzi das Papsttum in Italien gefährdete und vielleicht sogar dessen universelle Institution in Frage stellte, änderte Clemens seine Meinung. Als Rienzo immer mehr zum Tyrannen wurde, verlor er seine Macht und wurde vom Papst gebannt. Unter abenteuerlichen Umständen kam er noch einmal an die Macht. Er wurde schließlich, in der Zeit des Pontifikats von Papst Innozenz VI., von römischen Bürgern getötet.
Für das Jahr 1350 rief Clemens VI. die zweite Feier eines Heiligen Jahres aus. Er verkürzte in der Bulle Unigenitus Dei filius am 27. Januar 1343 auch die Zeit für die jeweilige Wiederkehr eines Heiligen Jahres auf 50 Jahre. Am 6. Dezember 1351 bestimmte er in der Konstitution Licet in Constitutione neue Regeln für das Konklave.
Papst Clemens VI. starb nach zehnjährigem Pontifikat am 6. Dezember 1352 und wurde in der Abtei La Chaise-Dieu beigesetzt. Sein pompöses Grabmal war mit vierundvierzig Marmorsäulen ausgestattet. Er bestimmte auch, dass seine sämtlichen geistlichen und weltlichen Nepoten hier beigesetzt werden sollten. Dieses Recht sollten auch seine Frauen, Kinder und Enkelkinder besitzen. Das Monument wurde 1562 von den Calvinisten zerstört.

## Literatur

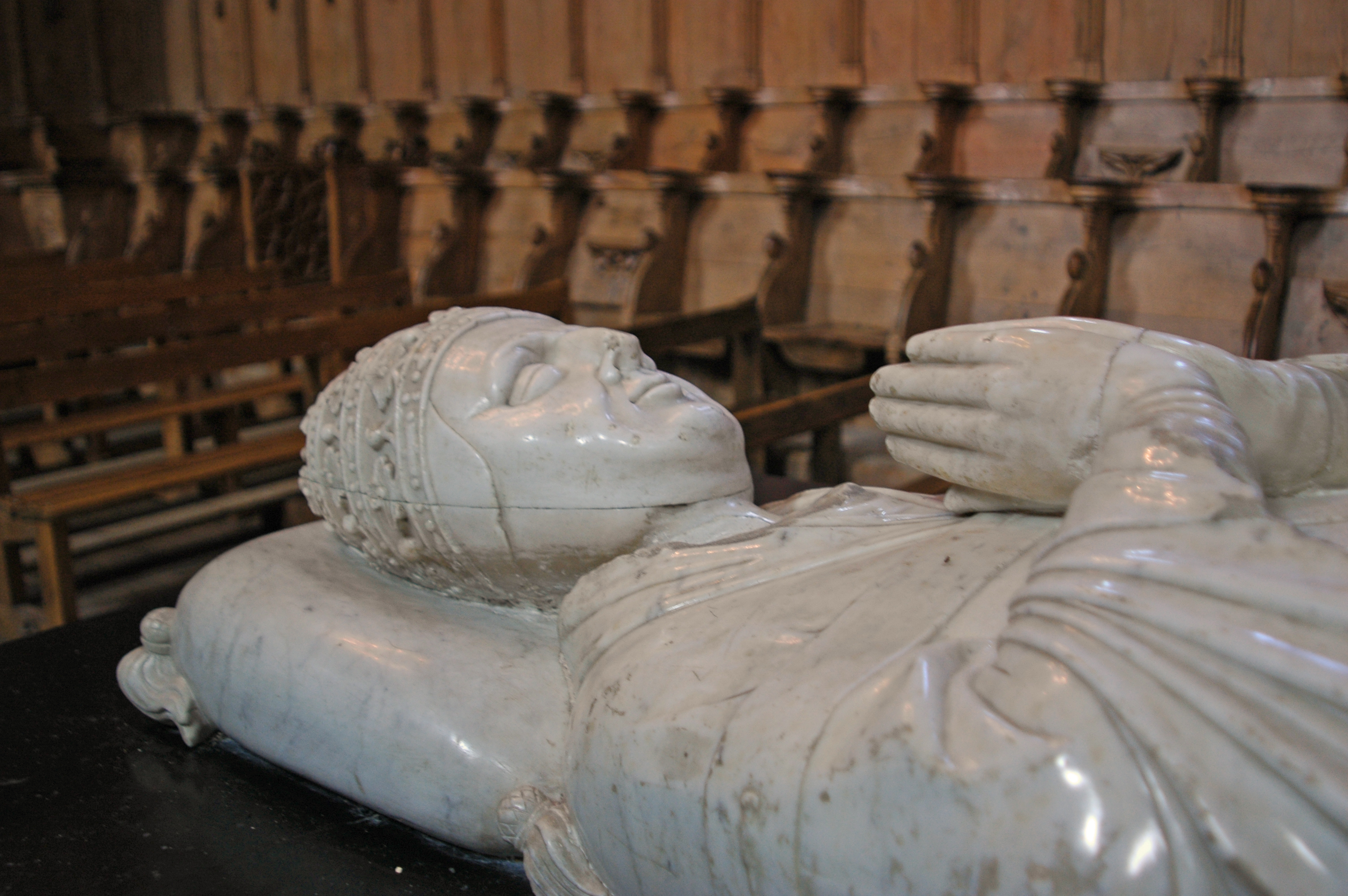
Hochgrab von Papst Clemens VI. in der Abtei La Chaise-Dieu